# Cynanchum nematostemma
Cynanchum nematostemma är en oleanderväxtart som beskrevs av S. Liede. Cynanchum nematostemma ingår i släktet Cynanchum och familjen oleanderväxter. Inga underarter finns listade i Catalogue of Life.